# 阿部山 (岡山県)
阿部山（あべさん）は、岡山県南西部にある山。山域は浅口市、笠岡市、小田郡矢掛町に跨り、山頂は浅口市と矢掛町との境にある。標高397.7m。
名称は平安時代に安倍晴明が天体観測をしたことに由来するとされる。現在でも安倍神社や晴明屋敷跡が所在する。